# Lynn Groenewegen
Lynn Groenewegen (Delft, 17 november 2003) is een voetbalspeelster uit Nederland. Ze komt uit voor FC Twente in de Vrouwen Eredivisie.

## Carrière
Groenewegen kwam in haar jeugdjaren uit voor Madese Boys en de DIA Meiden Academie. Sinds 2019 kwam ze uit voor het beloftenteam voor Feyenoord. In het seizoen 2021/22 debuteerde Feyenoord in de Vrouwen Eredivisie en maakte Groenewegen onderdeel uit van de eerste Rotterdamse selectie. In de eerste wedstrijd van Feyenoord maakte Groenewegen haar eredivisiedebuut door in de 59ste minuut in te vallen voor Manique de Vette. Een seizoen later stapte Groenewegen samen met ploeggenote Yara Helderman over naar stadsgenoot Excelsior. Hier groeide Groenewegen uit tot vaste waarde en werd haar contract meermaals verlengd. In het seizoen 2024/25 werd ze gepromoveerd tot aanvoerster van de club. In de winterstop van hetzelfde seizoen werd Groenewegen's tot 30 juni 2025 doorlopende contract afgekocht door FC Twente en maakte ze de overstap naar de regerend landskampioen. Groenewegen was daarmee de eerste speelster ooit van de Kralingse club waarvoor een transfersom werd betaald.

## Statistieken
| Seizoen | Club      | Land      | Competitie         | Wedstrijden | Doelpunten |
| ------- | --------- | --------- | ------------------ | ----------- | ---------- |
| 2021/22 | Feyenoord | Nederland | Vrouwen Eredivisie | 10          | 0          |
| 2022/23 | Excelsior | Nederland | Vrouwen Eredivisie | 15          | 0          |
| 2023/24 | Excelsior | Nederland | Vrouwen Eredivisie | 22          | 4          |
| 2024/25 | Excelsior | Nederland | Vrouwen Eredivisie | 9           | 2          |
| 2024/25 | FC Twente | Nederland | Vrouwen Eredivisie | 12          | 2          |
| Totaal  | Totaal    | Totaal    | Totaal             | 68          | 8          |

Laatste update: 14 juli 2025
1 De Jong ·
2 Everaerts ·
4 Carleer ·
5 Knol ·
6 Groenewegen ·
7 Hulst ·
8 Van Ginkel ·
9 Ravensbergen ·
10 Van Dooren ·
11 Tuin ·
12 Vliek ·
14 Rijsbergen ·
15 Diekman ·
16 Lemey ·
17 Andradóttir ·
18 Te Brake ·
19 Proost ·
20 Van Dijk ·
21 Oude Elberink ·
22 Bussman ·
23 Verdaasdonk ·
24 Galic ·
25 Van der Vegt ·
26 Vissers ·
29 Ivens ·
Coach: Pot
· Assistent-coach: Bakker